# Гривно
Гривно — деревня в городском округе Подольск Московской области России.
До 2015 года входила в состав сельского поселения Лаговское Подольского района; до середины 2000-х — в Сынковский сельский округ.

## Население
Согласно Всероссийской переписи, в 2002 году в деревне проживало 23 человека (15 мужчин и 8 женщин). По данным на 2005 год в деревне проживало 28 человек.

## Расположение
Деревня Гривно расположена примерно в 9 км к югу от центра города Подольска. На западе граничит с городом Климовском. Ближайшие сельские населённые пункты — деревня Мотовилово и посёлок Подольской машинно-испытательной станции. В 2,5 км западнее деревни расположена железнодорожная станция Гривно Курского направления Московской железной дороги.

## История
Впервые упоминается в XVI веке. Ранее деревня носила названия Гриднино, Гридино, Гривино. Деревней владела княгиня Екатерина Романовна Дашкова и генерал Иван Данилович Прянишников. По данным 1859 года в деревне было 82 жителя и 14 двора.
В настоящее время в деревне ведётся коттеджное строительство. Деревня электрифицирована и газифицирована. Есть дорога с твёрдым покрытием и уличное освещение.
В деревне родился генерал-майор авиации Василий Иванович Бабернов.